# Сушко Микита Логвинович
Микита Логвинович Сушко (?, тепер Київська область — ?) — український радянський діяч, голова колгоспу імені Петровського Обухівського району Київської області. Депутат Верховної Ради УРСР 2-го скликання.

## Життєпис
Народився у бідній селянській родині. З дитячих років наймитував. Служив у царській російській армії.
З 1920-х років — голова комітету незаможних селян, організатор перших сільськогосподарських товариств Обухівського району на Київщині: артілей «Червоний прапор» та з 1930 року — імені Петровського. Працював головою сільської ради та головою колгоспу.
З 1941 року — в Червоній армії, учасник німецько-радянської війни. Був двічі поранений, а у 1943 році — демобілізований.
З 1944 року — голова колгоспу імені Петровського села Семенівки Обухівського району Київської області.

## Нагороди
- ордени
- медалі